# Jerry Lucena
Jerry Ruben Lucena (født 11. august 1980) er en dansk-filippinsk tidligere professionel fodboldspiller. Han var midtbanespiller og spillede størstedelen af sin karriere i Esbjerg forenede Boldklubber (EfB) med en afstikker til AGF. Han stoppede sin aktive karriere i sommeren 2016 på grund af knæproblemer.
Jerry Lucena spillede i klubben hele karrieren frem til sommeren 2007, hvorpå han skiftede til AGF. Han nåede i første ophold at spille 245 førsteholdskampe for EfB og score 18 mål. I AGF spillede Jerry Lucena 155 kampe, hvor det blev til tre mål, inden han i sommeren 2012 skiftede tilbage til EfB.
Han har spillet to U/21-landskampe for Danmark, og desuden spillet kampe på det danske ligalandshold. Han blev valgt som årets spiller i EfB i sæsonen 2005/2006, og tilbage i 1999 var han med til at vinde DM for U/21-hold.
Grundet hans filippinske rødder (han har dansk mor og filippinsk far), fik præsidenten for det Filipinernes fodboldforbund, Jose Mari Martinez, Lucena indlemmet på Filippinerne, og Lucena fik landsholdsdebut for Filippinerne i en kamp mod Palæstina 23. marts 2011 og spillede allerede den anden kamp to dage senere mod Myanmar.
Lucenas første landskampsmål faldt i en kamp mod Maldiverne ved AFC Challenge Cup den 27. maj 2014.